# Oxypetalum
Oxypetalum es un género de plantas con flores de la familia Apocynaceae (orden Gentianales).  Nativa de las regiones tropicales de América.  Comprende 230 especies descritas y de estas, solo 91 aceptadas.

## Descripción
Son enredaderas sufrútices o hierbas erectas.  Brotes glabros, densamente hirsuto, híspidos, pilosos, pubescentes o vellosos. Las láminas foliares son herbáceas de 3-12 cm de largo y 1.5-7 cm de ancho, lineales, ovadas o triangular deltadas, basalmente cordadas, redondeadas u obtusas, con el ápice agudo, ligeramente ondulado o indiferenciado, glabras o  densamente híspidas pilosas o pubescentes.
Las inflorescencias son extra-axilares, solitarias, con 10-20 pedúnculos de flores, simples,  casi tan largas  o más de que los pedicelos. Su número de cromosoma es de: 2n= 18 (O. balansae Malme, O. solenoides Hook. & Arn.), o 22 (O. ostenii Malme).

## Distribución y hábitat
Se encuentra en América del Sur en Argentina, Bolivia, Brasil, Ecuador, Paraguay, Perú, Uruguay, Venezuela en los bosques y en lugares abiertos, a menudo, en áreas ligeramente perturbadas.

## Taxonomía
El género fue descrito por Robert Brown y publicado en On the Asclepiadeae 30. 1810.

## Subgéneros
Tiene 3 subgéneros:
- subgen. Oxypetalum: 
  - sect. Orthodus E.Fourn.
  - sect. Odontostemma Malme
  - sect. Schizorhopalum Malme
  - sect. Rhipidostemma Malme
  - sect. Glossostemma Malme
  - sect. Schizostemma Decne.
  - sect. Lyrodus E. Fourn.

- subgen. Meliniopsis Malme
  - sect. Pachyglossa (Decne.) Malme
  - sect. Trichantha Malme
  - sect. Cyphodus E. Fourn.
  - sect. Cryptodus E. Fourn.

- subgen. Tweediopsis Malme

## Especies
- Oxypetalum alpinum (Vell.) Fontella & E.A.Schwarz
- Oxypetalum appendiculatum Mart.
- Oxypetalum arachnoideum E.Fourn.
- Oxypetalum banksii R.Br. ex Schult.
- Oxypetalum brussae H.A. Keller & A. González,
- Oxypetalum coeruleum (D.Don) Decne.
- Oxypetalum cordifolium (Vent.) Schltr.
- Oxypetalum costae Occhioni
- Oxypetalum glaziovianum Loes.
- Oxypetalum glaziovii (E.Fourn.) Fontella & Marquete
- Oxypetalum insigne (Decne.) Malme
- Oxypetalum jacobinae Decne.
- Oxypetalum lanatum Decne. ex E.Fourn.
- Oxypetalum lutescens E.Fourn.
- Oxypetalum marchesii A. González; M. Fernández; C. Ezcurra
- Oxypetalum molle Hook. & Arn.
- Oxypetalum pachyglossum Decne.
- Oxypetalum pannosum Decne.
- Oxypetalum patulum E.Fourn.
- Oxypetalum pilosum Gardner
- Oxypetalum regnellii (Malme) Malme
- Oxypetalum schottii E.Fourn.
- Oxypetalum sublanatum Malme
- Oxypetalum wightianum Hook. & Arn.